# Ken Glass
Kenneth Gilbert Glass (Toronto, 24 de julho de 1913 — Vancouver, 17 de janeiro de 1961) foi um velejador canadense, medalhista olímpico. Ele competiu nos Jogos Olímpicos de Verão de 1932 na classe 6 Metre e conquistou a medalha de bronze na disputa a bordo do Caprice com Philip Rogers, Gardner Boultbee e Jerry Wilson.
Em 1939, Glass se formou na University of British Columbia. Durante a Segunda Guerra Mundial, ele serviu na Marinha Real Canadense. Após a guerra, ele trabalhou na indústria de metais leves e ascendeu ao cargo de presidente da Western Magnesium.